# Bathysa
Bathysa es un género con 18 especies de plantas con flores perteneciente a la familia Rubiaceae.  Se encuentra en Panamá hasta el sur de Sudamérica tropical.

## Especies seleccionadas
- Bathysa australis
- Bathysa bathysoides
- Bathysa bracteosa
- Bathysa cuspidata
- Bathysa difformis
- Bathysa gymnocarpa
- Bathysa mendoncae
- Bathysa multiflora
- Bathysa nicholsonii
- Bathysa perijaensis
- Bathysa pittieri
- Bathysa stipulata
- Bathysa sylvestrae

## Sinonimia
- Schoenleinia, Voigtia